# Filtre elliptique
Les filtres elliptiques, appelés également filtres de Cauer, en hommage au théoricien qui en exhiba le premier l'intérêt, sont des filtres dont la réponse est caractérisée par une ondulation tant en bande passante qu'en bande atténuée. Cauer a montré qu'ils sont optimaux en ce sens qu'aucun filtre, à ordre donné, ne présente une coupure plus raide que les filtres elliptiques. Mathématiquement, ces filtres font appel au formalisme des transformations conformes, ils s'appuient donc sur la théorie des fonctions elliptiques de Jacobi, d'où leur nom.

## Généralités
Les filtres elliptiques possèdent trois degrés de liberté, contrairement aux autres filtres qui n'en présentent que deux au maximum : leur ordre, l'ondulation en bande passante et la raideur de la coupure, laquelle détermine également l'atténuation minimale en bande atténuée. Dans les tables, ils apparaissent donc sous la forme CC n ρ θ, où n est l'ordre, ρ est l'ondulation et θ l'angle de coupure (la raideur) : θ = 90° correspond à une bande de transition nulle, et à θ = 0° on retrouve un filtre de Tchebychev de type 1. À ρ = 0, on revient à un filtre de Tchebychev de type 2.

Les filtres elliptiques d'ordre impair possèdent des impédances d'entrée et de sortie identiques. Les filtres d'ordre pair se classent en deux catégories : le sous-type b possède des impédances d'entrée et de sortie différentes, le sous-type c a des impédances égales.
Ces filtres, tout comme les filtres de Tchebychev d'ordre 2, présentent une topologie qui alterne les circuits LC et les composants simples (L ou C). Ce ne sont pas des filtres en échelle.
L'emploi des filtres elliptiques demeure assez confidentiel, en raison de la difficulté inhérente à leur calcul. Cet inconvénient est désormais levé par l'emploi de programmes de synthèse par ordinateur.

## Optimisation
Il est possible de réaliser au moins deux types d'optimisation simples mais utiles sur les filtres elliptiques :
1. Dans le cas où l'on souhaite éliminer une fréquence particulière ou bien une bande étroite autour d'une fréquence donnée, on peut placer le premier pôle d'atténuation précisément à cette fréquence. Ceci garantit une atténuation quasiment infinie donc une élimination de la fréquence, et fixe l'angle θ. Il reste donc à jouer sur l'ordre et l'ondulation pour déterminer les autres caractéristiques du filtre.
2. Les circuits bouchons série qui réalisent les pôles d'atténuation peuvent être placés dans n'importe quel ordre au sein du filtre. Ceci introduit une légère liberté sur la réalisation qui peut permettre de trouver des combinaisons maximisant ou minimisant la valeur de composants critiques.